# Жолдак Олесь Іванович
Олесь (Олексій) Іванович Жолдак (* 30 березня 1918, с. Верблюжка Новгородківського району Кіровоградської області —† 8 червня 2000, Київ) — український поет, сатирик, гуморист, сценарист. Батько Богдана Жолдака.

## Життєпис
Олесь Іванович Жолдак народився 30 березня 1918 року в селі Верблюжка Кіровоградської області в селянській родині.
Закінчив Запорізький педагогічний інститут (1940). Працював у редакції газети «Комсомолець Запоріжжя».
Учасник Німецько-радянської війни.
Нагороджений орденами Вітчизняної війни 2-го ст., Червоної Зірки — двома і медалями.
Після війни працював у редакціях газет «Червоне Запоріжжя», «Радянська Україна», «Літературна Україна», в Держлітвидаві України та журналі «Перець».
Був членом КПРС.
В журналі "Перець"№6 за 1978р розміщено дружній шарж А.Арутюнянца з нагоди 60-річчя митця

## Творчість
Член СП СРСР з 1961 року.
Творча біографія Олеся Жолдака почалася ще до війни, коли у 1937 році став друкуватися в пресі.
Писав сценарії для студії «Укртелефільм».
Автор збірок ліричних, гумористичних та сатиричних віршів.
- «Орлята» (1953)
- «Відколювання номерів» (1960)
- «Перевесло» (1964)
- «Вибрики Пегаса» (1968)
- «Рівновага» (1978)
- «Маститі мастаки» (1983)

Його вірші перекладалися російською та білоруською мовами.
Олесь Жолдак працював також і у галузі художнього перекладу з російської, білоруської, сербохорватської та інших мов.

## Нагороди
Лауреат літературної премії НСПУ ім. Остапа Вишні.
Нагороджений Грамотою Президії Верховної Ради УРСР.